# Marina Cepeda
Marina Cepeda Fuentes (Sevilla, 1946 - Italia, 21 de junio de 2014) fue una periodista, escritora y locutora de radio española naturalizada italiana.

## Biografía
Nació en Sevilla (España), pero se trasladó a Italia en los años sesenta. Allí se graduó en arquitectura. Fue la segunda esposa de Alfredo Cattabiani. A la muerte de su cónyuge creó un programa culinario en la programación de radio de la RAI. Se refería a ella misma como "itagnola". Murió repentinamente en 2014. Durante muchos años mantuvo su propio blog, Che bolle in pentola? (¿Qué se está cociendo en la cacerola?).

## Obra
- Il surrealismo in cucina tra il pane e l'uovo. A tavola con Salvador Dalì  (El rurrealismo en la cocina entre el pan y el huevo. En la mesa con Salvador Dalí)(2004)
- Le pentole di don Chisciotte. A tavola con il cavaliere della triste figura  (Las cazuelas de Don Quijote. En la mesa con el caballero de la triste figura) (2005)
- La cucina dei pellegrini da Compostella a Roma: un singolare viaggio fra storia, usanze, profumi e sapori sulle antiche vie di pellegrinaggio (La cocina de los peregrinos a Compostela en Roma: un viaje singular a través de la historia, las costumbres, los olores y sabores de las antiguas rutas de peregrinación (2008)
- Sorelle d'Italia. Le donne che hanno fatto il Risorgimento (Las hermanas de Italia. Las mujeres que han hecho el Risorgimento) (2011)